# Brusaporto
Brusaporto (lombardul: Brüsa) település Olaszországban, Lombardia régióban, Bergamo megyében. Lakosainak száma 5651 fő (2023. január 1.). Brusaporto Bagnatica, Seriate és Albano Sant’Alessandro községekkel határos.

## Népesség
A település népességének változása:
| Lakosok száma | 5570 | 5600 | 5651 |
|               | 2017 | 2018 | 2023 |